# آرثر كارتي
آرثر كارتي هو كيميائي كندي، ولد في 12 سبتمبر 1940 في Rowlands Gill ‏ في المملكة المتحدة.